# Szczęście (województwo mazowieckie)
Szczęście – wieś w Polsce położona w województwie mazowieckim, w powiecie zwoleńskim, w gminie Zwoleń. Leży przy drodze krajowej nr 12. 
Miejscowość wchodzi w skład sołectwa Mieczysławów.
W latach 1975–1998 miejscowość administracyjnie należała do województwa radomskiego.
Wierni Kościoła rzymskokatolickiego należą do parafii Matki Bożej Fatimskiej w Ługach.